# Schwarz-koncernen
Schwarz Beteiligungs GmbH er en tysk detailhandelsvirksomhed der fungerer som moderselskab til supermarkedskæderne Lidl og Kaufland. Ifølge Retail Digital havde koncernen i 2011 en omsætning på 77,22 mia. US$, hvilket gjorde den til verdens 6. største. Schwarz Beteiligungs GmbH er ejet af Dieter Schwarz Stiftung GmbH (99,9 %) og Schwarz Unternehmenstreuhand KG (0,1 %); sidstnævnte har 100 % af stemmerettighederne. Schwarz-koncernen har hovedsæde i Neckarsulm.
Schwarz-koncernen havde i 2010 ca. 10.000 butikker på verdensplan (ca. 9000 Lidlbutikker, her af 3.200 i Tyskland og ca. 1000 Kauflandbutikker, heraf 580 i Tyskland). I alt har virksomheden afdelinger i mere end 20 lande. E-handel drives af Schwarz E-Commerce som er et søsterselskab til Lidl.

## Historie
Virksomheden er grundlagt som et familieforetagende af Dieter Schwarz og faren Josef Schwarz i 1973. Navnet var i begyndelsen Lidl & Schwarz KG.